# Chronic Town
Chronic Town és l'EP de debut de la banda estatunidenca de rock alternatiu R.E.M., publicat el 24 d'agost de 1982 amb la discogràfica I.R.S. Records. Fou enregistrat als Drive-in Studios de Winston-Salem a l'octubre de 1981, només vuit mesos després de la formació de la banda, amb la coproducció de Mitch Easter. Està format per cinc cançons.
R.E.M. ja havia publicat el primer senzill, «Radio Free Europe», i la bona rebuda que va obtenir va provocar que el seu mànager, Jefferson Holt, convencés als membres de la banda per enregistrar el seu primer treball tot i que considerava que encara no estaven preparats per fer un àlbum complet, i van optar per gravar un EP. Mitch Easter es va inspirar en el corrent krautrock de Kraftwerk per dur a terme experiments sonors mentre enregistraven les cançons aprofitant que la banda estava oberta a l'experimentació.
Inicialment van proposar d'utilitzar el segell independent Dasht Hopes que codirigia Holt, però van atraure l'atenció de la discogràfica I.R.S. Records i van signar el primer contracte discogràfic. Es van vendre unes vint mil còpies de l'EP durant el primer any.

## Llista de cançons
Totes les cançons foren escrites i compostes per Bill Berry, Peter Buck, Mike Mills i Michael Stipe. 
| 1.            | «Wolves, Lower»               | 4:10  |
| 2.            | «Gardening at Night»          | 3:29  |
| 3.            | «Carnival of Sorts (Boxcars)» | 3:54  |
| Durada total: | Durada total:                 | 11:33 |

| 4.            | «1,000,000»   | 3:06 |
| 5.            | «Stumble»     | 5:40 |
| Durada total: | Durada total: | 8:46 |

## Crèdits
R.E.M.
- Bill Berry – bateria, cantant
- Peter Buck – guitarra
- Mike Mills – baix, cantant
- Michael Stipe – cantant

Producció
- Greg Calbi – masterització
- Mitch Easter – producció, enginyeria
- Kako .n. – gràfics
- Curtis Knapp – fotografia
- R.A. Miller – artwork
- R.E.M. – producció
- Ron Scarselli – disseny